# Ichthyostega
Ichthyostega ('sostre de peix' en grec) és un dels primers gèneres de tetràpodes. Va viure al període Devonià superior, fa entre 367 i 362,5 milions d'anys. Ichthyostega tenia potes amb set dits per comptes d'aletes carnoses, però probablement no les utilitzava per a caminar, sinó per a obrir-se pas als aiguamolls devonians. Ichthyostega era un amfibi sensu lato, però no sensu stricto.